# Funicular dos Guindais

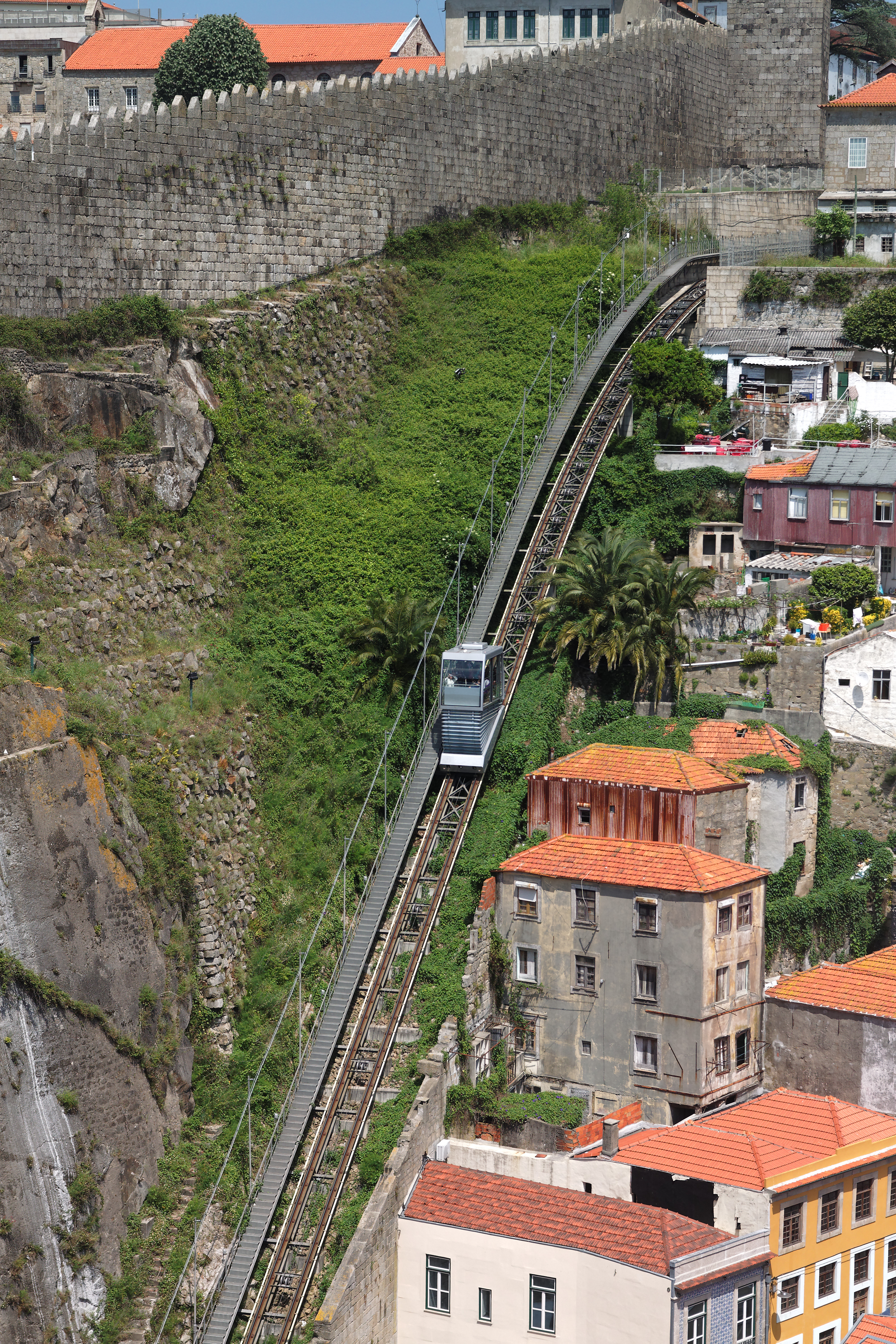
Funicular dos Guindais

Der Funicular dos Guindais ist eine Standseilbahn in der portugiesischen Stadt Porto.

## Geschichte und Beschreibung

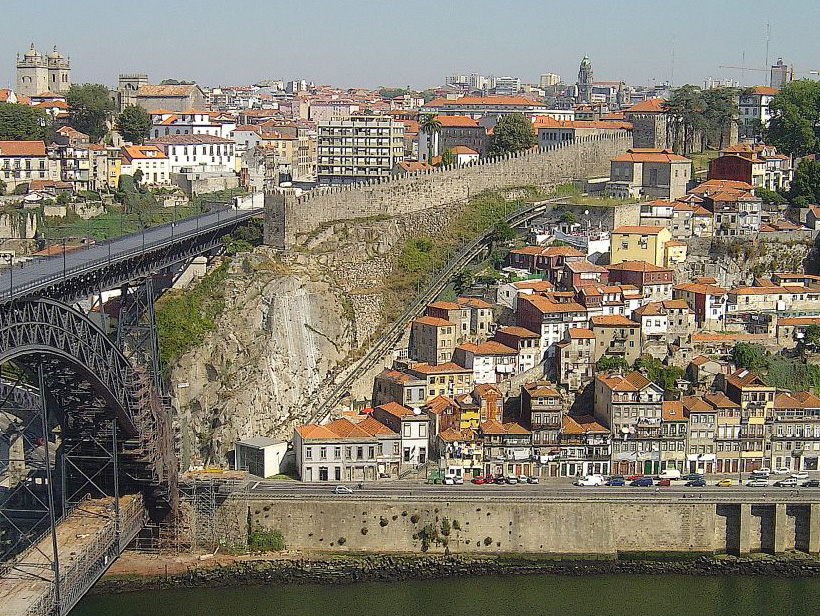
Die Ponte Dom Luís I über den Douro und die Trasse der Standseilbahn zwischen der Nonnenmauer und dem Bairro dos Guindais (2005)

Den Namen gibt das historische Stadtviertel Bairro dos Guindais am Nordhang des Tals des Douro. Die Standseilbahn führt vom Ufer des Flusses am Fuß der Fachwerk-Bogenbrücke Ponte Dom Luís I längs der Nonnenmauer zur Praça do Bathala. Bei einer Länge von 282 m überwindet die Bahn einen Höhenunterschied von 61 m.
Am 3. Juni 1891 wurde an dieser Stelle eine erste Standseilbahn eröffnet. Während der steile untere Abschnitt oberirdisch angelegt wurde, verlief der flachere obere Streckenteil in einem 90 m langen Tunnel. Am 5. Juni 1893 entgleiste ein Wagen und rutschte den Hang hinunter, woraufhin die Bahn stillgelegt wurde. Um das Jahr 2000 führten Planungen zur Verbesserung der Verkehrsinfrastruktur zum Bau einer neuen Standseilbahn. Am 19. Februar 2004 wurde der Funicular dos Guindais auf der alten Trasse eröffnet.
Die Ausweiche liegt oberhalb der Steilstrecke zwischen dem Steigungswechsel und dem Tunnelmund am Anfang der Flachstrecke. Da die Trasse unterschiedliche Steigungen beinhaltet und am oberen Endpunkt nahezu eben ist, weisen die Fahrzeuge eine selbstregulierende Nivellierung auf, sodass die Fahrgasträume stets waagrecht ausgerichtet sind. Die beiden Fahrzeuge haben ein Fassungsvermögen von je 25 Fahrgästen, sie werden bei einer Fahrzeit von ca. 3 Minuten mit einer Geschwindigkeit von 5 m/s bewegt.
Eigentümer und Betreiber der Standseilbahn ist die Metro do Porto S. A., der öffentliche Stadtbahnbetrieb der Stadt Porto. Die Bahn ist von 8 bis 20 Uhr, an Wochenenden und Feiertagen bis 24 Uhr, in Betrieb.

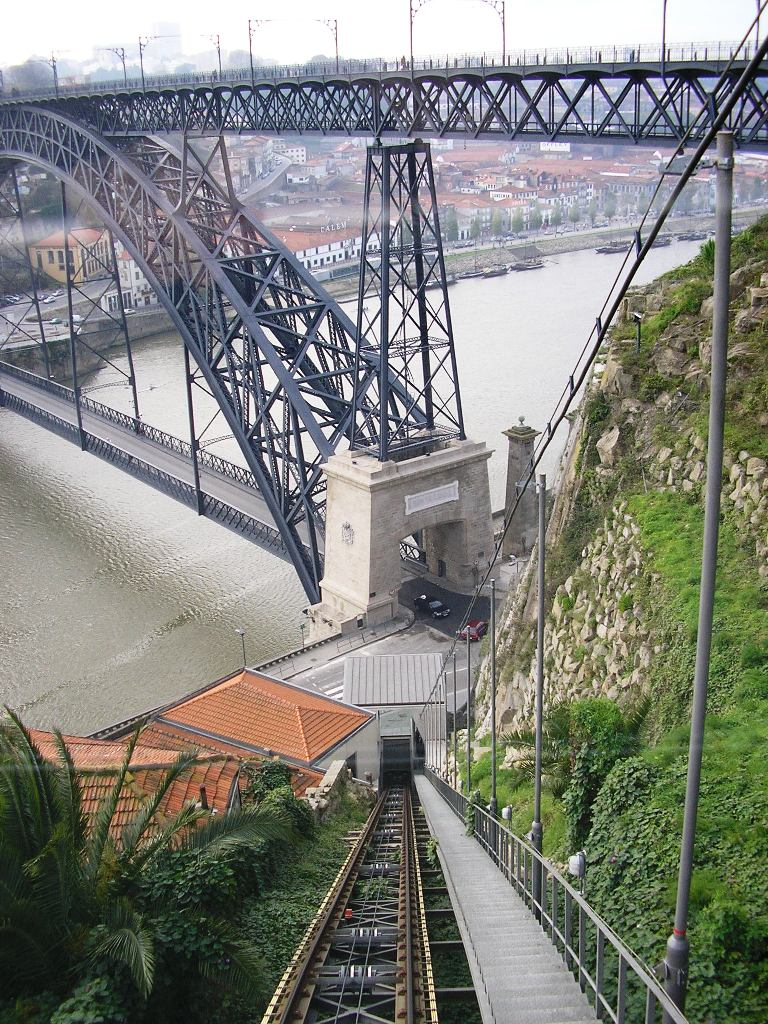
Talstation an der Ponte Dom Luís I
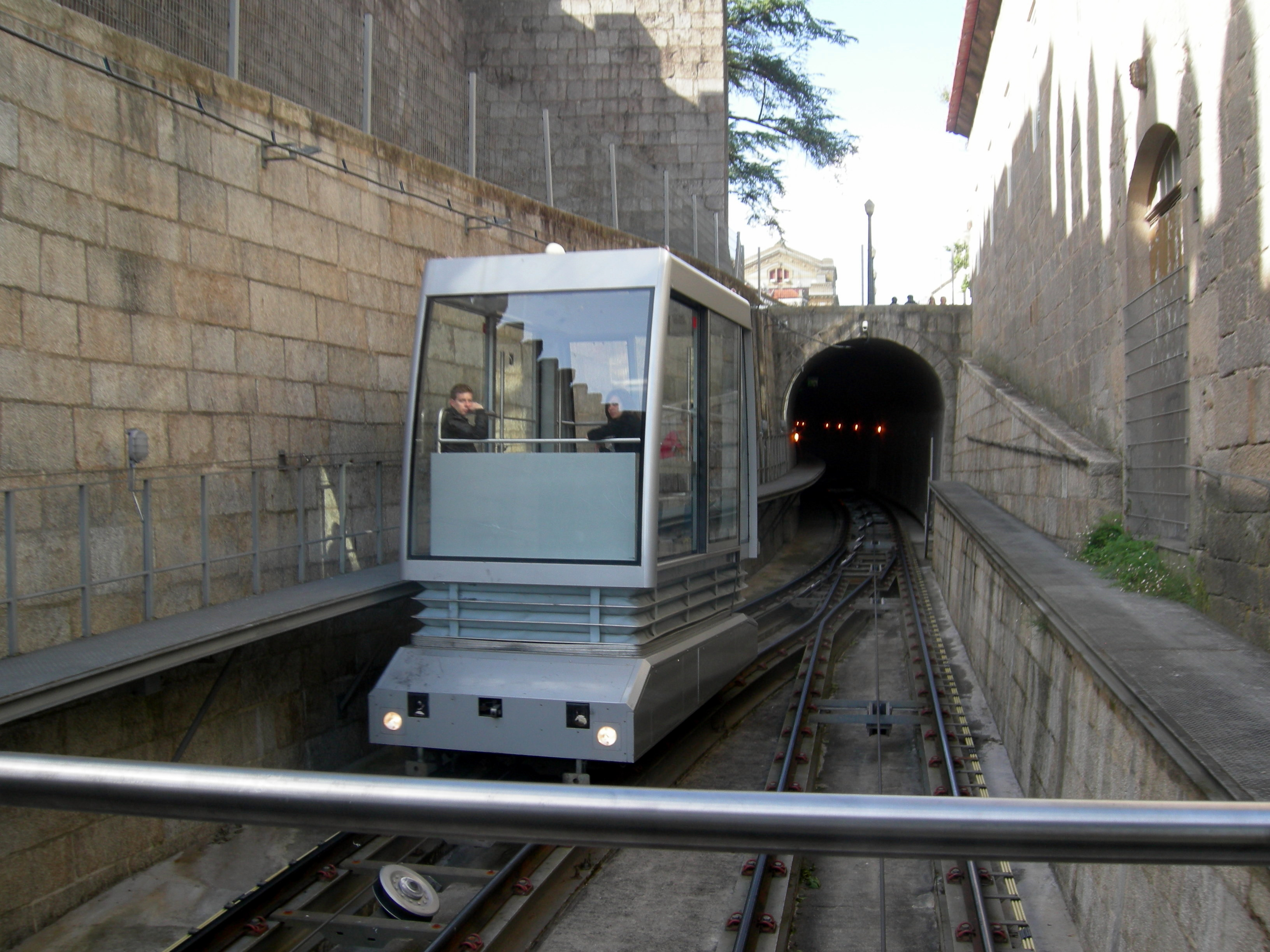
Ausweiche im flachen Bereich vor dem Tunnelmund
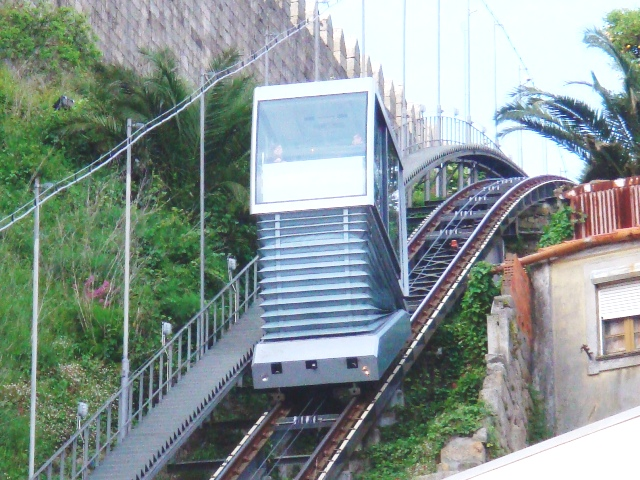
Fahrzeug auf der Steilstrecke
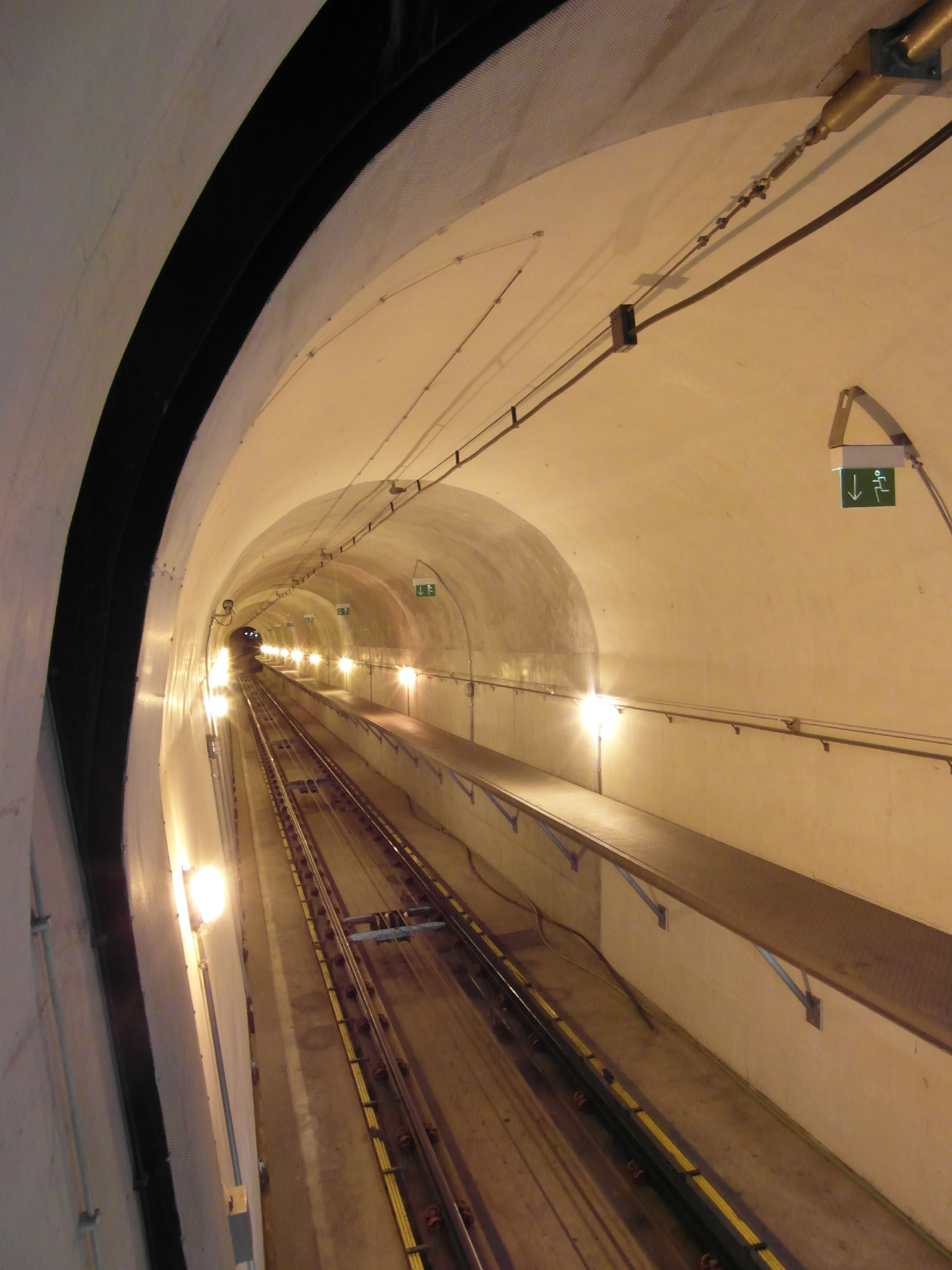
Tunnelabschnitt